# 프로타민 황산염
프로타민 황산염(영어: protamine sulfate)은 헤파린의 효과를 역전시키는 데 사용되는 약물이다. 특히, 헤파린의 과다 복용, 저분자량 헤파린 과다 복용 시 사용되며, 분만 및 심장 수술 중 헤파린의 효과를 역전시키는 데 사용된다. 프로파민 황산염은 정맥 주사로 투여한다. 효과는 보통 5분 이내에 나타난다.

## 같이 보기
- 프로타민